# Hryhorij Nemyria
Hryhorij Mychajłowycz Nemyria, ukr. Григорій Михайлович Немиря (ur. 5 kwietnia 1960 w Doniecku) – ukraiński polityk, z wykształcenia historyk, wicepremier, deputowany.

## Życiorys
Absolwent Donieckiego Uniwersytetu Narodowego (1982). Odbył aspiranturę na Kijowskim Uniwersytecie Narodowym im. Tarasa Szewczenki, uzyskując stopień kandydata nauk historycznych.
Pracował jako wykładowca akademicki, był dyrektorem założonego przez siebie akademickiego centrum studiów europejskich i międzynarodowych. W 2006 z listy Bloku Julii Tymoszenko uzyskał mandat deputowanego do Rady Najwyższej V kadencji, w której był przewodniczącym podkomisji parlamentarnej ds. integracji ze strukturami NATO i UE. W przedterminowych wyborach w 2007 został wybrany na kolejną kadencję z listy BJuT. 18 grudnia tego samego roku objął stanowisko wicepremiera w rządzie Julii Tymoszenko. Funkcję tę pełnił do 11 marca 2010. W 2012, 2014 i 2019 ponownie uzyskiwał mandat poselski z ramienia Batkiwszczyny.
W 2009 odznaczony Krzyżem Komandorskim z Gwiazdą Orderu Zasługi Rzeczypospolitej Polskiej.